# Trận Nam Quảng Tây
Trận chiến Nam Quảng Tây (giản thể: 桂南会战; phồn thể: 桂南會戰; bính âm: Guìnán Huìzhàn) (Quế Nam Hội chiến), là một cuộc giao chiến lớn giữa Quân Cách mạng Quốc dân và Quân Đế quốc Nhật Bản trong Chiến tranh Trung-Nhật thứ hai.
Tháng 11 năm 1939, Nhật đổ bộ vào bờ biển của Quảng Tây và chiếm Nam Ninh. Trong trận chiến này, Nhật đã cắt đứt thành công Trùng Khánh khỏi kết nổi với biển, là tuyến phục vụ có hiệu quả cho viện trợ nước ngoài cho các nỗ lực chiến tranh của Trung Quốc, khiến Đông Dương, Đường Miến Điện và Lạc Phong hàng tuyến (tiếng Trung: 驼峰航线) là lối duy nhất để gửi viện trợ cho Trung Quốc.
Trung Quốc đã có thể tiến hành nhiều cuộc tấn công để tối đa hóa các thương vong của Nhật. Phần lớn các cuộc xung đột xảy ra để tranh giành đèo Côn Luân. Với sự thành công của cuộc Viễn chinh Việt Nam tháng 9 năm 1940, Nhật đã có thể cắt đứt Trung Quốc ngoại trừ qua Đường Miến Điện và Lạc Phong hàng tuyến và không phải bắt buộc tốn kém phải chiếm Quảng Tây. Đến tháng 11 năm 1940, Nhật bị buộc phải di tản khỏi Quảng Tây.